# بونزبورو (ویرجینیای غربی)
بونزبورو (به انگلیسی: Boonesborough) یک منطقهٔ مسکونی در ایالات متحده آمریکا است که در شهرستان فایت، ویرجینیای غربی واقع شده‌است. بونزبورو ۲۵۶٫۹۵ متر بالاتر از سطح دریا واقع شده‌است.